# Urbain Sénac
Pour les articles homonymes, voir Sénac.
Urbain Sénac est un homme politique français né le 25 mai 1839 à Saint-Élix-Theux (Gers) et mort le 26 mars 1914 à Montauban (Tarn-et-Garonne).

## Biographie
Avocat à Toulouse, il s'occupe aussi de viticulture et fonde le comice agricole de Mirande. Adjoint au maire de Saint-Nicolas-de-la-Grave de 1870 à 1900 et député de Tarn-et-Garonne de 1902 à 1910, inscrit au groupe radical-socialiste.

## Sources
- « Urbain Sénac », dans le Dictionnaire des parlementaires français (1889-1940), sous la direction de Jean Jolly, PUF, 1960 [détail de l’édition]